# Liste der Mitglieder des Sächsischen Landtags 1854/55
Diese Liste gibt einen Überblick über die Mitglieder des Sächsischen Landtags des Jahres 1854/55.

## Zusammensetzung der I. Kammer

### Präsidium
- Präsident: Friedrich Ernst von Schönfels
- Vizepräsident: Friedrich Freiherr von Friesen
- 1. Sekretär: Christoph Holm von Egidy
- 2. Sekretär: Eduard Wimmer

### Vertreter des Königshauses und der Standesherrschaften
| Besitz oder Institution                                      | Abgeordneter                                | Bemerkungen |
| ------------------------------------------------------------ | ------------------------------------------- | ----------- |
| Sächsisches Königshaus                                       | Prinz Johann?                               |             |
| Besitzer der Standesherrschaft Königsbrück                   | Peter Alfred Graf von Hohenthal             |             |
| Besitzer der Standesherrschaft Reibersdorf                   | Kurt Heinrich Ernst Graf von Einsiedel      |             |
| Besitzer der Herrschaft Wildenfels                           | Friedrich Magnus Graf zu Solms-Wildenfels   |             |
| Vertreter der vier Schönburgischen Lehnsherrschaften         | Graf Carl Heinrich Alban Herr von Schönburg |             |
| Bevollmächtigter der fünf Schönburgischen Rezessherrschaften | Gustav Friedrich Theodor von König          |             |
| Vertreter der Universität Leipzig                            | Friedrich Bülau                             |             |

### Vertreter der Geistlichkeit
| Amt                                  | Abgeordneter                               | Bemerkungen |
| ------------------------------------ | ------------------------------------------ | ----------- |
| Evangelischer Oberhofprediger        | vakant                                     |             |
| Dekan des Domstifts zu Bautzen       | Ludwig Anton Forwerk                       |             |
| Superintendent zu Leipzig            | Christian Gottlob Lebrecht Großmann        |             |
| Vertreter des Kollegiatstifts Wurzen | Eduard Friederici                          |             |
| Vertreter des Hochstifts Meißen      | Eduard Gottlob von Nostitz und Jänckendorf |             |

### Auf Lebenszeit gewählte Abgeordnete der Rittergutsbesitzer
| Wahlbezirk            | Abgeordneter                                    | Bemerkungen |
| --------------------- | ----------------------------------------------- | ----------- |
| Meißner Kreis         | Christoph Holm von Egidy                        |             |
| Meißner Kreis         | Ernst Gottlob von Heynitz                       |             |
| Meißner Kreis         | Bernhard Freiherr von Rochow                    |             |
| Erzgebirgischer Kreis | Georg Heinrich Wolf von Arnim                   |             |
| Erzgebirgischer Kreis | Caspar Carl Philipp Utz von Schönberg           |             |
| Oberlausitz           | Johann Wolfgang Siegismund Graf von Riesch      |             |
| Oberlausitz           | Heinrich August von Heynitz                     |             |
| Oberlausitz           | Johannes Petrus Cajus Graf zu Stolberg-Stolberg |             |
| Leipziger Kreis       | Otto von Böhlau                                 |             |
| Leipziger Kreis       | Hans Adolph Heinrich Job von Carlowitz          |             |
| Vogtländischer Kreis  | Friedrich Ernst von Schönfels                   |             |
| Vogtländischer Kreis  | Carl von Metzsch                                |             |

### Rittergutsbesitzer durch Königliche Ernennung
- Karl Graf von Einsiedel
- Heinrich Otto von Erdmannsdorf
- Friedrich Freiherr von Friesen
- Hans Friedrich Curt von Lüttichenau
- Curt Ernst von Posern
- Rudolf Benno von Römer
- Rudolf Friedrich Theodor von Watzdorf
- Kurt Robert Freiherr von Welck
- Ludwig Eduard Victor von Zehmen
- Ludwig Wilhelm Ferdinand Freiherr von Beschwitz

### Magistratspersonen
| Wahlbezirk | Abgeordneter                                     | Bemerkungen |
| ---------- | ------------------------------------------------ | ----------- |
| Dresden    | Friedrich Wilhelm Pfotenhauer, Oberbürgermeister |             |
| Leipzig    | Carl Wilhelm Otto Koch, Bürgermeister            |             |
| Schneeberg | Eduard Wimmer, Bürgermeister                     |             |
| Freiberg   | August Friedrich Clauß, Bürgermeister            |             |
| Grimma     | Ernst Ludwig Hennig, Bürgermeister               |             |
| Plauen     | Ernst Wilhelm Gottschald, Bürgermeister          |             |
| Bautzen    | Adolph Traugott Eduard Starke, Bürgermeister     |             |
| Chemnitz   | Johannes Friedrich Müller, Bürgermeister         |             |

## Zusammensetzung der II. Kammer

### Präsidium
- Präsident: Karl Heinrich Haase
- Vizepräsident: Friedrich Theodor von Criegern
- 1. Sekretär: Heinrich Ludolph Kasten
- 2. Sekretär: Wilhelm Anton

### Abgeordnete der Rittergutsbesitzer
| Wahlbezirk            | Abgeordneter                            | stellvertretender Abgeordneter                  | Bemerkungen |
| --------------------- | --------------------------------------- | ----------------------------------------------- | ----------- |
| Erzgebirgischer Kreis | Eduard Carl Friedrich Adolph von Polenz | William Kraft                                   |             |
| Erzgebirgischer Kreis | Carl Friedrich Reiche-Eisenstuck        | Ernst Maximilian von Carlowitz                  |             |
| Erzgebirgischer Kreis | Eduard Heinrich von Schönfels           | Carl Jockisch-Scheuereck                        |             |
| Leipziger Kreis       | Hermann von Abendroth                   | Friedrich Henning von Arnim                     |             |
| Leipziger Kreis       | Theodor Alexander Platzmann             | Franz Karl Müller                               |             |
| Leipziger Kreis       | August Ferdinand Stockmann              | Moritz Clauß                                    |             |
| Leipziger Kreis       | Moritz Baumann                          | Adolf Baumann                                   |             |
| Meißner Kreis         | Friedrich Wilhelm Mogk                  | Friedrich Richard von Trosky                    |             |
| Meißner Kreis         | Carl August Rittner                     | Johann Gottlob Leuteritz                        |             |
| Meißner Kreis         | Eduard van der Beeck                    | Karl Christian Arthur Freiherr Dathe von Burgk  |             |
| Meißner Kreis         | Friedrich Wilhelm von Oppel             | Otto von Raisky                                 |             |
| Meißner Kreis         | Christian Otto Schubart                 | Georg Heinrich von Carlowitz                    |             |
| Oberlausitz           | Carl Moritz Brescius                    | Paul Hermann                                    |             |
| Oberlausitz           | Friedrich Theodor von Criegern          | Friedrich Wilhelm Schmalz                       |             |
| Oberlausitz           | Hans Karl Florian von Nostitz-Drzwiecki | Karl Eduard Päßler                              |             |
| Oberlausitz           | Ernst Adolf von Rex-Thielau             | Albert Herrmann Ferdinand von Oppen-Huldenberg  |             |
| Oberlausitz           | Richard Wahle                           | Friedrich Graf zur Lippe-Biesterfeld-Weißenfeld |             |
| Vogtländischer Kreis  | Heinrich Ludolph Kasten                 | Friedrich Wilhelm Adler                         |             |
| Vogtländischer Kreis  | Johann Gottfried Döhler                 | Franz Ludwig Golle                              |             |
| Vogtländischer Kreis  | Wilhelm Otto Seiler                     | Carl Theodor Kreller                            |             |

### Abgeordnete der Städte
| Wahlbezirk | Abgeordneter                      | stellvertretender Abgeordneter  | Bemerkungen |
| ---------- | --------------------------------- | ------------------------------- | --- |
| 1          | Wilhelm Anton                     | Karl August Rötzschke           | |
| 2          | Friedrich Rudolph Sörnitz         | Friedrich Moritz Winkler        | |
| 3          | Karl August Sigismund Emmrich     | Herrmann Scheuffler             | |
| 4          | Carl Meyer                        | Gotthelf Moritz Koch            | |
| 5          | Karl Loth                         | Emil Sommer                     | |
| 6          | Ernst Preßprich                   | Friedrich Wilhelm Ziesler       | |
| 7          | Karl August Echarti               | Konrad Eduard Rüger             | |
| 8          | Constantin Glöckner               | Friedrich Ernst Theodor Nicolai | |
| 9          | Emil Lehmann                      | August Andreas Behr             | |
| 10         | Polykarp Eduard Lechla            | Friedrich Moritz Schneider      | |
| 11         | Heinrich Theodor Koch             | Julius Bernhard von Fromberg    | |
| 12         | Friedrich Gustav Weidauer         | Karl Friedrich Adolph Wieland   | |
| 13         | Johann Friedrich Uhlmann          | Otto Hermann Krauße             | |
| 14         | Friedrich Hörner                  | Karl Wilhelm Wunderlich         | |
| 15         | Christian Friedrich Fikentscher   | vakant                          | |
| 16         | Joseph Wilhelm Schilbach          | vakant                          | |
| 17         | Karl Braun                        | Franz Adolph Steinmüller        | |
| 18         | Friedrich Wilhelm Fincke          | Heinrich Albin Groh             | |
| 19         | Daniel Ferdinand Ludwig Haberkorn | Christian Gottlieb Hoffmann     | |
| 20         | Gustav Adolph Roitzsch            | Christian Ehrenfried Püschel    | Roitzsch und Püschel wurden in einer Nachwahl gewählt, Roitzsch lehnte das Mandat aber ab, er wurde am 9. Februar aus dem Mandat entlassen und sein Stellvertreter Püschel einberufen (Eintritt 21. Februar 1855) |
| Chemnitz   | Magnus Ottomar Kölz               | Carl Christian Brand            | |
| Dresden    | Carl Adolf Schramm                | Heinrich Adolf Bassenge         | exakte Benennung des Dresdner Wahlbezirks erfolgt in vorliegenden Quellen nicht |
| Dresden    | Julius Theodor Hertel             | Bernhard Johann Arnest          | exakte Benennung des Dresdner Wahlbezirks erfolgt in vorliegenden Quellen nicht |
| Leipzig    | Karl Heinrich Haase               | Alexander Otto Kormann          | exakte Benennung des Leipziger Wahlbezirks erfolgt in vorliegenden Quellen nicht |
| Leipzig    | Karl Heinrich Andreas Poppe       | August Moritz Weickert          | exakte Benennung des Leipziger Wahlbezirks erfolgt in vorliegenden Quellen nicht |

### Abgeordnete des Bauernstandes
| Wahlbezirk | Abgeordneter                   | stellvertretender Abgeordneter     | Bemerkungen                 |
| ---------- | ------------------------------ | ---------------------------------- | --------------------------- |
| 1          | Carl Gustav Adam Asmus         | Karl Friedrich Kuntze              |                             |
| 2          | Friedrich Wilhelm Jacob        | Karl Thomas Enghardt               |                             |
| 3          | Karl Gottlieb Moritz Eckelmann | Friedrich Ernst Zimmermann         |                             |
| 4          | Johann Gottlieb Kleeberg       | Johann Georg Ernst Däbritz         |                             |
| 5          | Christian Traugott Oehmichen   | Karl August Hertzsch               |                             |
| 6          | Johann Gottlob Leitholdt       | Albert Schwarz                     |                             |
| 7          | Carl Gottlieb Schulze          | Friedrich Gotthold Ferdinand Vogel |                             |
| 8          | Friedrich Wilhelm May          | Johann Gottfried Müller            |                             |
| 9          | Ferdinand Traugott Ficinus     | Friedrich Wilhelm Blümich          |                             |
| 10         | Friedrich Wilhelm Oehmichen    | Carl Heinrich Ferdinand Lommatzsch |                             |
| 11         | Hermann Rennert                | Christian Gottlieb Däweritz        |                             |
| 12         | Friedrich Anton Daniel Hilbert | Carl Gottlob Steyer                |                             |
| 13         | Julius Emil Braun              | Karl Ludwig Koch                   |                             |
| 14         | Ludwig Ernst Meinert           | Karl August Müller                 |                             |
| 15         | Johann David Köhler            | Karl Friedrich Thiemer             |                             |
| 16         | Karl Friedrich Wilhelm Heyn    | Karl Heinrich Scheidhauer          |                             |
| 17         | vakant                         | Johann Adam Roth                   |                             |
| 18         | Heinrich Wilhelm Schweizer     | Karl Friedrich Sommer              |                             |
| 19         | Gustav Franz Käferstein        | Carl Friedrich Tröger              |                             |
| 20         | Johann Georg Erdmann Elbel     | Johann Gottfried Dietzsch          |                             |
| 21         | Christian Gottlieb Riedel      | Karl Eduard Roscher                |                             |
| 22         | Johann Gottfried Tempel        | Karl Elias Domsch                  | Eintritt am 9. Februar 1855 |
| 23         | Johann Gottlob Unger           | Christian Friedrich Elstner        |                             |
| 24         | Peter Traugott Herrmann        | Johann Traugott Lehmann            |                             |
| 25         | Johann Traugott Herrmann       | Johann Kockul                      |                             |

### Vertreter des Handels und Fabrikwesens
| Bezirk | Abgeordneter               | stellvertretender Abgeordneter  | Bemerkungen |
| ------ | -------------------------- | ------------------------------- | ----------- |
| 1      | Friedrich Alexander Lincke | N.N. Berndt Fabrikant in Deuben |             |
| 2      | Carl Otto Gruner           | Wilhelm von der Crone           |             |
| 3      | Otto Victor Falcke         | Fedor Gustav Zschille           |             |
| 4      | Jakob Moritz Eisenstuck    | Carl Julius Esche               |             |
| 5      | Robert Georgi              | Gustav Wilde                    |             |